# Mercedes-Benz EQS SUV
El Mercedes-Benz EQS SUV es un crossover de lujo eléctrico de batería, producido por el fabricante alemán Mercedes-Benz desde 2022. El vehículo se presentó el 16 de abril de 2022. Este vehículo se posiciona como una alternativa SUV al Mercedes EQE. Es el tercer modelo construido sobre la Arquitectura de Vehículo Eléctrico dedicada, después del Mercedes-Benz EQS y el sedán EQE.

## Versión Maybach EQS SUV
Se presentó el Mercedes-Maybach EQS 680 SUV en el Salón del Automóvil de Shanghái en abril de 2023, una variante todavía más lujosa del EQS SUV de la subsidiaria Maybach.

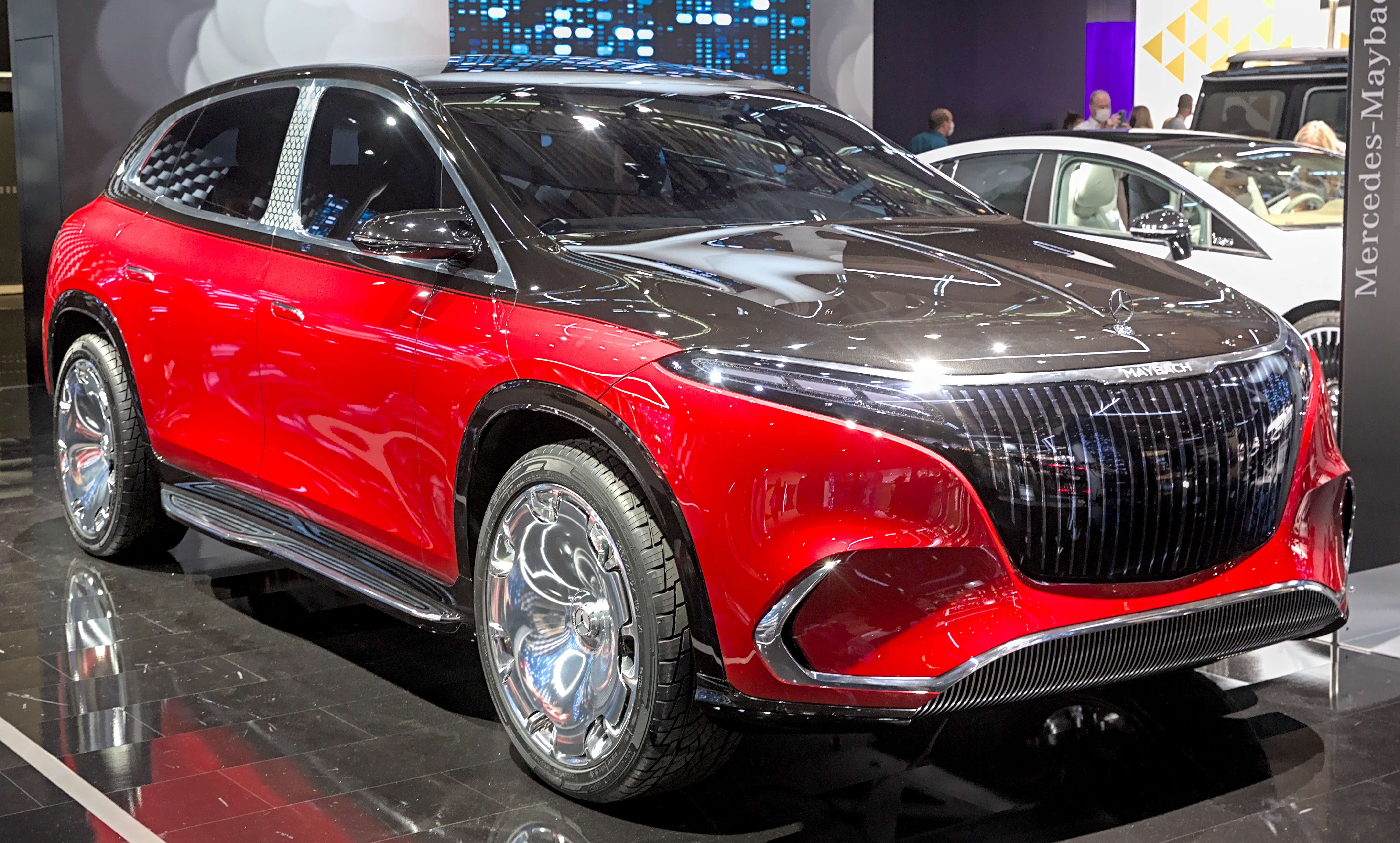
Concepto Maybach en el Salón del Automóvil de Fráncfort de 2021.
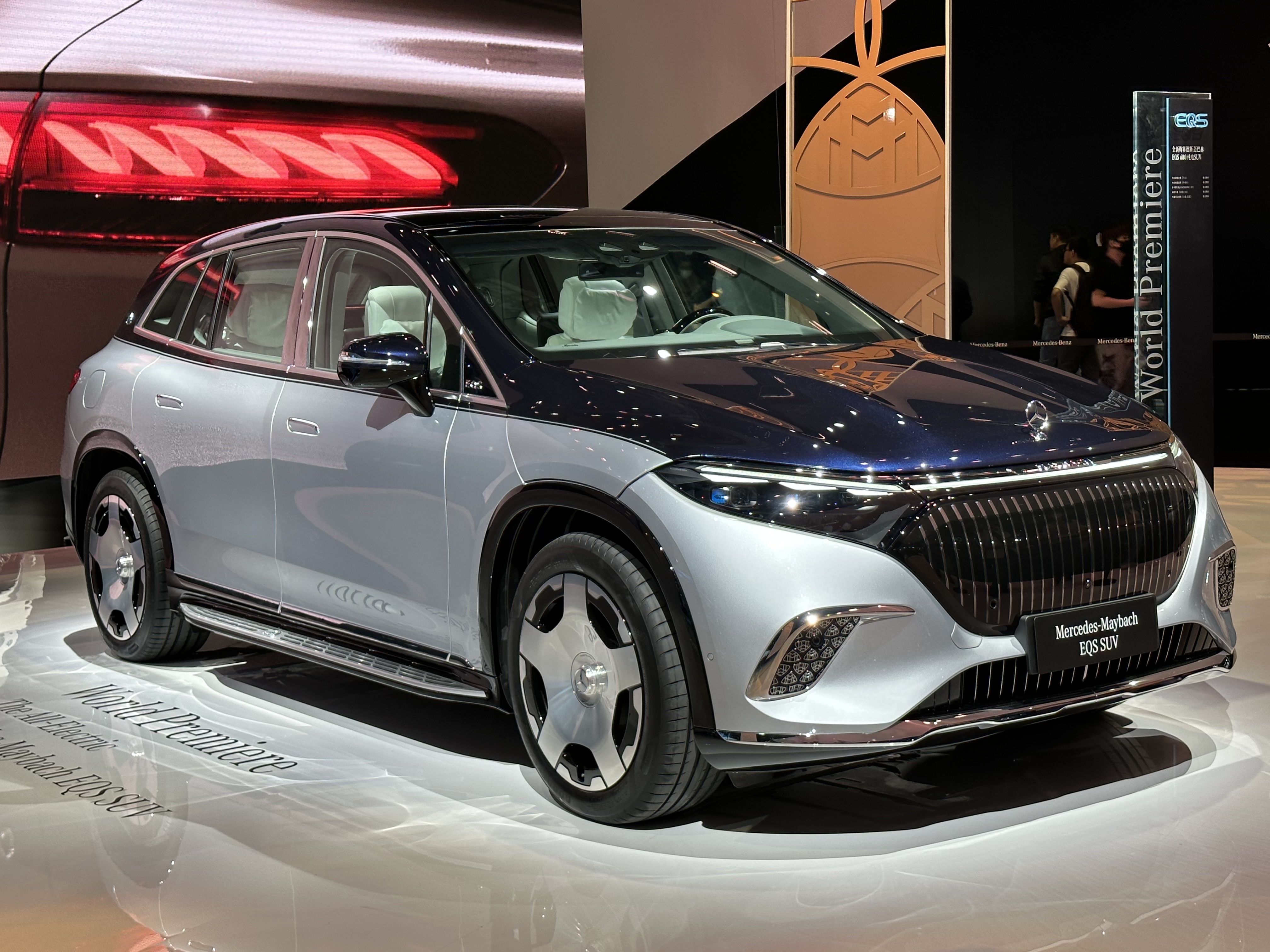
Versión Maybach de 2023.

Este es el primer modelo Maybach eléctrico, el cual cuenta con dos motores de 680 CV (671 HP; 500 kW) y 950 N·m (701 lb·pie) de par máximo, capaz de alcanzar 600 km (373 millas) de autonomía en su batería.

## Diseño
El vehículo se ofrece en tres versiones: EQS 450, EQS 450 4MATIC y EQS 580 4MATIC. El vehículo recibió un gran sistema MBUX Hyperscreen de 56 pulgadas (142,2 cm) que incluye el panel de instrumentos, la pantalla de infoentretenimiento y la del pasajero que se encuentra en el tablero.
El motor del EQS 450 tiene una potencia máxima de salida de 265 kW (360 CV; 355 HP) y 568 N·m (419 lb·pie) de par máximo, que se incrementa a 800 N·m (590 lb·pie) para la versión 4MATIC; mientras que el EQS 580 SUV está equipado con dobles motores más potentes que producen una potencia combinada de hasta 400 kW (544 CV; 536 HP) y un par máximo de 858 N·m (633 lb·pie).
El espacio para la cabeza en la primera y segunda fila de asientos con techo corredizo es de 1034 mm (40,7 pulgadas). El modelo también ofrece una tercera fila de asientos opcional.[cita requerida]

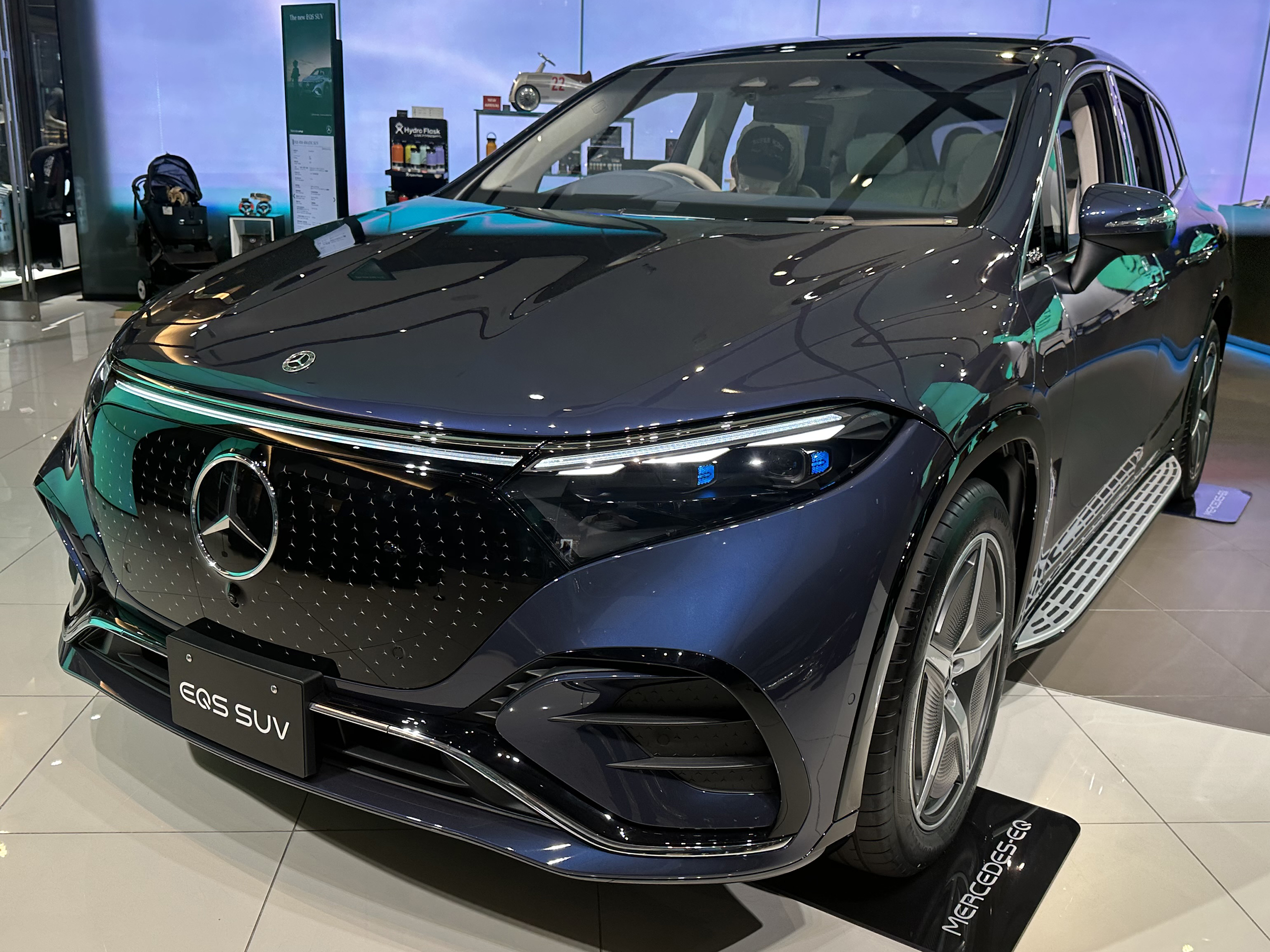
EQS 450 4MATIC SUV.
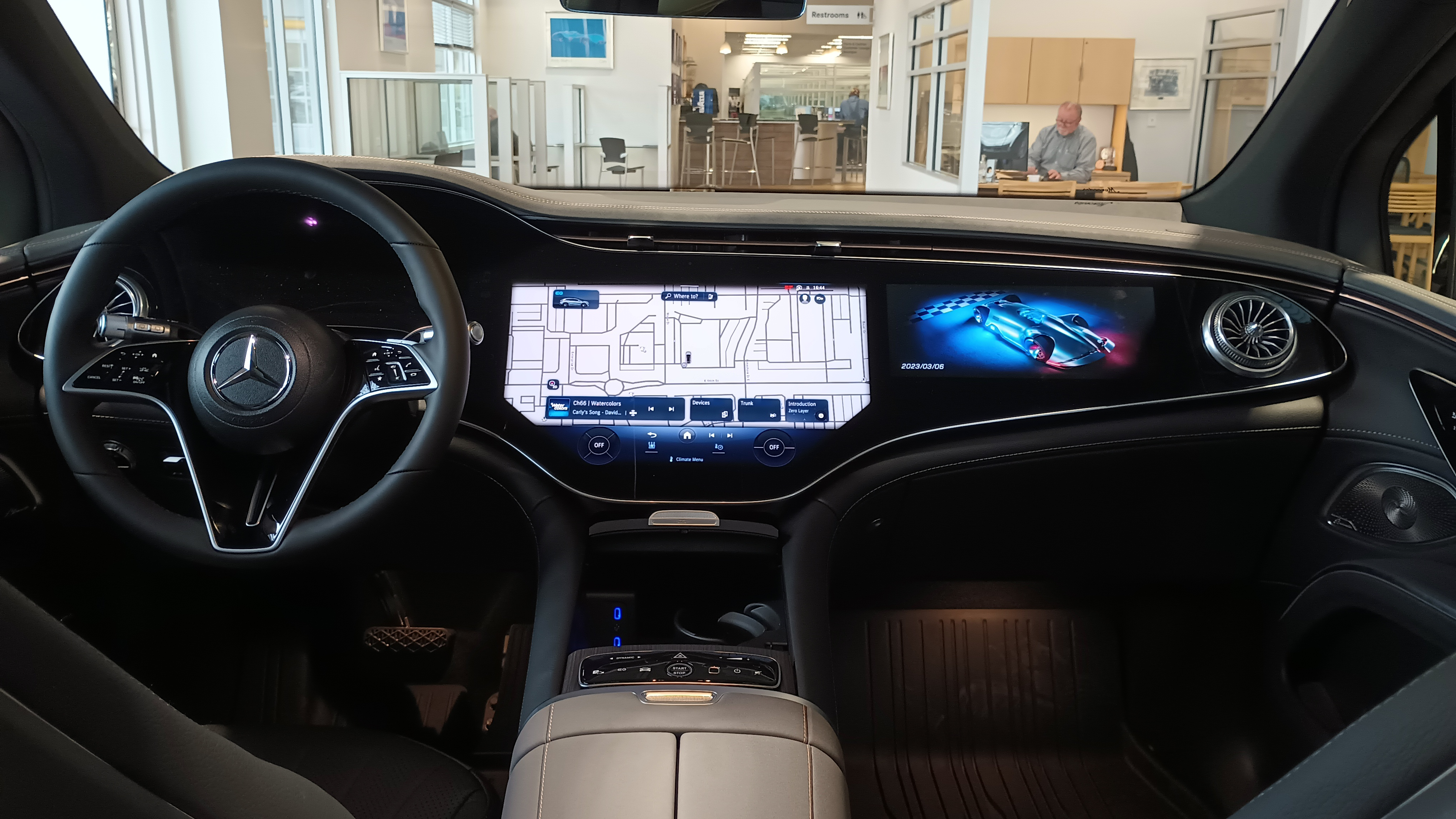
Interior.

## Especificaciones
| Modelo                     | Año   | Potencia                | Torque               | Batería total/usable                  | Drivetrain | Aceleración de 0 a 100 km/h (0 a 62 mph) | Velocidad máxima   | Rango máximo (WLTP) | Rango (EPA)     |
| -------------------------- | ----- | ----------------------- | -------------------- | ------------------------------------- | ---------- | ---------------------------------------- | ------------------ | ------------------- | --------------- |
| EQS 450+ SUV               | 2022– | 265 kW (360 CV; 355 HP) | 568 N·m (419 lb·pie) | 120 kWh (432 MJ) / 107,8 kWh (388 MJ) | RWD        | 6.7 segundos                             | 210 km/h (130 mph) | 660 km (410 mi)     | 305 mi (491 km) |
| EQS 450 4MATIC SUV         | 2022– | 265 kW (360 CV; 355 HP) | 800 N·m (590 lb·pie) | 120 kWh (432 MJ) / 107,8 kWh (388 MJ) | 4WD        | 6 segundos                               | 210 km/h (130 mph) | 613 km (381 mi)     | 285 mi (459 km) |
| EQS 580 4MATIC SUV         | 2022– | 400 kW (544 CV; 536 HP) | 858 N·m (633 lb·pie) | 120 kWh (432 MJ) / 107,8 kWh (388 MJ) | 4WD        | 4.6 segundos                             | 210 km/h (130 mph) | 613 km (381 mi)     | 285 mi (459 km) |
| EQS 680 Maybach 4MATIC SUV | 2023– | 491 kW (668 CV; 658 HP) | 950 N·m (701 lb·pie) | 120 kWh (432 MJ) / 107,8 kWh (388 MJ) | 4WD        | 4.4 segundos                             | 210 km/h (130 mph) | 600 km (373 mi)     | 305 mi (491 km) |